# Tazoe Noburo
Tazoe Noburo (japanisch 田副 登; * 13. Dezember 1893 Präfektur Kumamoto; † 24. Juli 1948) war ein Generalleutnant der Kaiserlich Japanischen Armee.

## Karriere
Tazoe Noburo wurde in der Präfektur Kumamoto geboren. Nach einem normalen schulischen Werdegang in seiner Präfektur schloss er im Mai 1914 die Kaiserlich Japanische Heeresakademie (jap. 陸軍士官学校, Rikugun Shikan Gakkō) in Tokio ab. Im Dezember desselben Jahres wurde er zum Leutnant der Artillerie befördert. Im November 1924 schloss er die Kaiserlich Japanische Heereshochschule (jap.   陸軍大学校, Rikugun Daigakkō) ab und wurde dem Organisationsteam der Militärabteilung im Heeresministerium (jap. 陸軍省 Rikugun-shō) zugeordnet. 
Später wurde seine allgemeine Militärabteilung in eine Luftwaffenabteilung umgewandelt. Von Januar 1930 bis Januar 1932 war Tazoe Noburo Attaché an der japanischen Botschaft in Frankreich. Im Januar 1933 wurde er Mitglied des Generalstabs und Ausbilder an der Heereshochschule. Im Dezember 1934 wurde er Mitglied des Hauptquartiers der Heeresflieger. Im August 1937 wurde er zum Oberst befördert und zum Befehlshaber der 1. Sektion des Luftwaffenhauptquartiers.    
Im August 1938 führte eine vollständige Reorganisation der Heeresluftwaffe zur Aufstellung der 'Luftkampfgruppen' (jap. 飛行戦隊, Hikō Sentai), die alle bisherigen Fliegerbataillone und Fliegerregimenter ersetzte. Jede Luftkampfgruppe diente einem spezifischen Einsatzzweck und bestand in der Regel aus drei Staffeln, die wiederum in drei 'Schwärme' (jap. 小隊, shōtai) mit je drei Flugzeugen unterteilt waren. Zusammen mit Ersatzflugzeugen und Flugzeugen für das Hauptquartier bestand eine Luftkampfgruppe aus insgesamt 45 Jagdflugzeugen oder bis zu 30 Bombern oder Aufklärern. Im Oktober 1938 wurde er zum Befehlshaber der 10. Luftkampfgruppe. Zwei oder mehr dieser Luftkampfgruppen bildeten eine Fliegerdivision (jap. 飛行団, Hikōdan), die wiederum mit Basis- und Versorgungseinheiten und einer Anzahl von unabhängigen Geschwadern ein Fliegerkorps (jap. 飛行集団, Hikō Shūdan) bildeten. 
Im August 1939 wurde er zum Generalmajor befördert und wurde Direktor des Forschungsinstitut für Luftfahrttechnologie der Armee in Harbin. Im Juni 1940 wurde er zum Kommandeur der 8. Fliegerdivision der Heeresluftwaffe ernannt und blieb es bis 1942. Im Juni 1942 wurde er zum Stabschef der 1. Fliegerdivision der japanischen Armee ernannt und im Dezember desselben Jahres zum Generalleutnant befördert. Im Mai 1943 wurde er zum Kommandeur der 5. Fliegerdivision ernannt und nahm an der Schlacht um Burma teil. Im Dezember 1944 kehrte er als Leiter für allgemeine Angelegenheiten der Luftfahrtverwaltungsabteilung und des Hauptquartiers nach Japan zurück. Im April 1945 wurde er zum Stabschef der Luftwaffe ernannt und blieb es bis zum Kriegsende.

## Ehrungen
- 15. August 1940 – Medaille zur Feier des 2600-jährigen Jubiläums[1]
- 9. Oktober 1943 – Orden vom Heiligen Schatz erster Klasse[2]